# Об'єднана Сілла

Військовий прапор Пізньої Сілли

Об'єднана Сілла або Пізня Сілла (668–935) — держава на Корейському півострові, до своєї появи знана як Сілла, одна з трьох ранньофеодальних держав Кореї, після 668 року завоювала Пекче і Когурьо, об'єднавши більшу частину Корейського півострова. Останній ван, що де-факто країною не управляв, у 935 році підкорився державі Корьо, таким чином покінчивши з династією.Держава згадується в роботах арабського географа Ібн Хордадбеха.

## Назва
Назву «Об'єднана Сілла» стали використовувати після Поділу Кореї 1945 року, оскільки вона певною мірою відображає сучасну політичну ситуацію на півострові. Тому деякі історики вважають, що назва «Період Північної та Південної держав» (намбуккук Сіде, 남북 국 시대, 南北 國 時代) краще відображає той факт, що Сілла фактично об'єднала не всю Корею — велика частина колишньої держави Когурьо залишилася поза межами Сілли.

## Об'єднання
У 660 році ван Мунму повів наступ на Пекче. Генерал Кім Юсин, підтримуваний армією китайської династії Тан, переміг генерала Кебека і завоював Пекче. Наступного року під натиском Сілли вистояла Когурьо. Король Мунму організував ще один похід у 667 році, а в 668 під спільними ударами імперії Тан і Сілли Когурьо пало. Відразу ж після цього виник конфлікт між колишніми союзниками, але Сілла вистояла у війні проти імперії Тан. Мунму був першим правителем, який зміг об'єднати велику частину Кореї під єдиною владою. Тому держава називалася Об'єднана Сілла.
Об'єднана Сілла проіснувала протягом 267 років, поки при вані Кьонсуні не була завойована Корьо в 935 році.

## Культура
- Буддизм: Об'єднана Сілла підтримувала близькі зв'язки з династією Тан. Це супроводжувалося насадженням у державі китайської культури. Багато ченців із Сілли були на навчанні в Китаї. Монах Хечхо навіть бував в Індії, де навчався буддизму. Такі монахи-мандрівники занесли нові течії буддизму до Сілли.
- Конфуціанство: в 682 році була заснована національна конфуціанська школа, перейменована в 750 році в Національний Конфуціанський Університет. Навчання в ньому проходили виключно представники знаті.